# Габриел Жезус
Габриел Фернандо де Жезус (на португалски: Gabriel Fernando de Jesus) е бразилски футболист на Арсенал, както и на Бразилския национален отбор. Титулярната му позиция е нападател.

## Клубна кариера

### Палмейрас
На 1 юли, 2013 г. Жезус подписва с младежкия отбор на Палмейрас. Впоследствие става топ реализатор на отбора с 54 гола в 48 мача.
През януари 2014 след дълги преговори, Жезус подписва тригодишен договор с опция за още две. По-късно договора му е променен и икономическите му права са променени от 75-25% в полза на Палмейрас на 70-30% в полза на агентите му.
След като Жезус вкарва 37 гола в 22 мача през 2014 в първенството за младежи до 17 години, много местни и чуждестрани клубове проявяват интерес към него. За първи път е включен в мъжкия отбор на 27 август, 2014 и остава неизползвана резерва. Жесуз не играе в нито един мач за мъжкия състав на Палмейрас до края на сезона, зощото отбора е силно застрашен от изпадане; решението е силно критикувано от феновете, които подкрепят Жезус петиция.
Следващия сезон, Жезус вкарва 4 гола в 20 мача и е избран за най-добър млад играч на лигата.

### Манчестър Сити
На 3 август 2016 г. подписва с английския Манчестър Сити за срок от 4 години за сумата от 33 милиона евро.

## Личен живот
Жезус се мести в Англия с майка си, по-големия си брат и още двама приятели. Отгледан е в религиозно семейство и избира да играе с номер 33 в знак на почит към Иисус Христос. Той и Неймар си правят еднакви татуировки с момче, гледащо към фавела.